# Epelyx
Epelyx is een geslacht van kevers uit de familie van de loopkevers (Carabidae). De wetenschappelijke naam van het geslacht is voor het eerst geldig gepubliceerd in 1892 door Blackburn.

## Soorten
Het geslacht Epelyx omvat de volgende soorten:
- Epelyx cordatus Baehr, 2004
- Epelyx latus Blackburn, 1892
- Epelyx lincolnensis Baehr, 2004
- Epelyx lindensis Blackburn, 1892
- Epelyx walkeri Baehr, 2004